# Окуньковы
Окуньковы — дворянские роды.
Потомство дьяка Гавриила Осипова Окунькова, владевшего недвижимыми имениями (1689) в Мосальском и Мензовском уездах Калужской губернии. (Гербовник XII, 113).
Рязанский дворянский род идёт от подьячего Ивана Потаповича Окунькова, владевшего в начале XVIII века имением в Ряжском уезде 7.01.1830 подполковник Семён Егорович Окуньков внесён в III часть ДРК Рязанской губернии. 11.06.1862 коллежский регистратор Исаак Васильевич Окуньков по службе отца, поручика Василия Васильевича Окунькова, внесён во II часть дворянской родословной книги Рязанской губернии.

## Описание герба
В зелёном щите золотой дуб, сопровождаемый по бокам двумя серебряными окунями с червлёными глазами, перьями и хвостами, головами вверх. Щит увенчан дворянским коронованным шлемом. Нашлемник: золотой дуб. Намёт: справа — зелёный с золотом, слева — зелёный с серебром.